# To Beast or Not to Beast
To Beast or Not to Beast is het zesde studioalbum van de Finse metalband Lordi, die is uitgekomen op 1 maart 2013.
Het album is wereldwijd verdeeld door het Hamburgse/Duitse label AFM Records, behalve in Finland en de Verenigde Staten, daar zorgde Sony BMG voor de verdeling.

## Achtergrond
De titel van het album is een woordspeling van de bekende uitspraak To be, or not to be geschreven door William Shakespeare uit het stuk Hamlet (Act III, Scene I). Dit is tevens niet de enige verwijzing naar Shakespeare, op de cover vindt men een vrouw die een schedel vasthoudt. Dit komt uit hetzelfde stuk waar Hamlet terugkeert naar Denemarken en voorbij een begraafplaats passeert, waar hij de schedel van zijn verzorger uit zijn kindertijd opraapt.
To Beast or Not to Beast is veel zwaarder en heviger dan alle vorige Lordi-albums. De hoofdreden is de invloed van de dood van hun toenmalig recentste drummer Otus. De eerste single van het album verscheen op 8 februari onder de naam "The Riff" en er is ook een liedje genaamd "SCG6: Otus' Butcher Clinic". Normaal gezien worden alle "SCG"-nummers als een openingslied beschouwd, maar deze keer wordt het "SCG"-nummer een afsluiter als eerbetoon aan hun overleden drummer. Het nummer bevat een drumsolo van Otus die in 2010 opgenomen werd tijdens de Europe For Breakfast Tour in Parijs.
Ook voor dit album werden de kostuums van de band weer traditioneel gerenoveerd. Het album staat niet alleen in het teken van de overleden drummer, maar ook zijn er twee nieuwe leden in de band namelijk; Mana en Hella. Mana wordt de opvolger van drummer Otus en Hella wordt de vervanger van toetsenist Awa. Ze zullen beiden hun intrede doen op Lordi's volgende Europese Tour Beast Or Not Tour Beast-tour.
Mr. Lordi's commentaar op het album luidt: "De weg naar dit album was een grote ontbering, maar desalniettemin zorgde de nieuwe line-up van de band voor een nieuwe frisse en energetische toets aan de opnames en aan het nieuwe album zelf."

## Track list
1. We're Not Bad For The Kids (We're Worse) 3:23
2. I Luv Ugly 3:47
3. The Riff 3:44
4. Something Wicked This Way Comes 4:58
5. I'm The Best 3:15
6. Horrifiction 3:28
7. Happy New Fear 4:45
8. Schizo Doll 4:34
9. Candy For The Cannibal 4:42
10. Sincerely With Love 3:14
11. SCG6: Otus' Butcher Clinic 3:23

## Opnames
De opnames van het album begonnen op 1 september 2012. Net zoals hun vorige album (Babez For Breakfast) werd ook dit album opgenomen door Michael Wagener - in de Wireworld Studio te Nashville, Verenigde Staten. Wagener heeft ook het album gemixt en geproduceerd. 

## Singles van het album
- The Riff

## Bezetting
- Mr. Lordi - zang
- Amen – lead- en slaggitaar
- Ox – basgitaar
- Mana - drums
- Hella - keyboard
- Otus - drums, programming (op "SCG6: Otus' Butcher Clinic")